# Micropora angusta
Micropora angusta är en mossdjursart som beskrevs av William MacGillivray 1887. Micropora angusta ingår i släktet Micropora och familjen Microporidae. Inga underarter finns listade i Catalogue of Life.